# Febre amarela
Febre amarela é uma doença viral aguda causada pelo vírus da febre amarela. Na maior parte dos casos, os sintomas incluem febre, calafrios, perda de apetite, náuseas, dores de cabeça e dores musculares, principalmente nas costas. Os sintomas geralmente melhoram ao fim de cinco dias. Em algumas pessoas, no prazo de um dia após os sintomas melhorarem, a febre regressa, aparecem dores abdominais e as lesões no fígado causam icterícia. Quando isto ocorre, aumenta o risco de insuficiência renal.
O vírus da febre amarela é transmitido pela picada de um mosquito fêmea infetado. A febre amarela infeta apenas seres humanos, outros primatas e várias espécies de mosquitos. Nas cidades é transmitida principalmente por mosquitos da espécie Aedes aegypti. O vírus é um vírus ARN do género Flavivirus. Pode ser difícil distinguir a febre amarela de outras doenças, principalmente nos estádios iniciais. Para confirmar um caso suspeito, é necessário analisar o sangue através de reação em cadeia da polimerase.
Está disponível uma vacina segura e eficaz contra a febre amarela. Alguns países exigem que os viajantes sejam vacinados. Entre outras medidas para prevenir a infeção está a diminuição da população dos mosquitos que a transmitem. Em áreas onde a febre amarela é comum e a vacinação pouco comum, o diagnóstico antecipado e a vacinação de grande parte da população é essencial para prevenir surtos. O tratamento de pessoas infetadas destina-se a aliviar os sintomas, não existindo medidas específicas eficazes contra o vírus. A segunda fase da doença, mais grave, provoca a morte de metade das pessoas que não recebem tratamento.
Em cada ano, a febre amarela causa 200 000 infeções e 30 000 mortes, das quais cerca de 90% ocorrem em África. Nas regiões do mundo onde a doença é endémica, vivem cerca de mil milhões de pessoas. É comum  nas regiões tropicais da América do Sul e de África, mas não na Ásia. Desde a década de 1980 que o número de casos de febre amarela tem vindo a aumentar. Acredita-se que isto seja devido à diminuição do número de pessoas imunes, ao aumento da população urbana, ao aumento do número de viagens e às alterações climáticas. A doença teve origem em África, de onde se espalhou para a América do Sul através do comércio de escravos no século XVII. Desde então que têm ocorrido vários surtos da doença na América, em África e na Europa. Nos séculos século XVIII e século XIX, a febre amarela era uma das mais perigosas doenças infeciosas. Em 1927, o vírus da febre amarela foi o primeiro vírus humano a ser isolado.

## Sinais e sintomas
Os sintomas iniciais são inespecíficos como febre, cansaço, mal-estar e dores de cabeça e musculares (principalmente no abdômen e na lombar). A febre amarela caracteriza-se pela ocorrência de febre moderadamente elevada, náuseas, queda no ritmo cardíaco, fadiga e vômito com sangue. A diarreia também surge por vezes. A maioria dos casos são, assim, arcoptomáticos, manifestando-se com uma infecção subclínica, mas podendo se tornar grave e até fatal.[carece de fontes?]
Mais tarde e após a descida da febre, em 15% dos infectados, podem surgir sintomas mais graves, como novamente febre alta, diarreia, convulsões e delírio, hemorragias internas e coagulação intravascular disseminada, com danos e enfartes em vários órgãos, que são potencialmente mortais. As hemorragias manifestam-se como sangramento do nariz e gengivas e equimoses (manchas azuis ou verdes de sangue coagulado na pele). Ocorre frequentemente também hepatite e por vezes choque mortal devido às hemorragias abundantes para cavidades internas do corpo. Há ainda hepatite grave com degeneração aguda do figado, provocando aumento da bilirrubina sanguínea e surgimento de icterícia (cor amarelada da pele, visível particularmente na conjuntiva, a parte branca dos olhos, e que é indicativa de problemas hepáticos). A cor amarelada que produz em casos avançados deu-lhe obviamente o nome. Podem ocorrer, ainda, hemorragias gastrointestinais, que, comumente, se manifestam como evacuação de fezes negras (melena) e vômito negro de sangue digerido (hematêmese). A insuficiência renal com anúria (déficit da produção de urina) e a insuficiência hepática são complicações comuns. A mortalidade da febre amarela em epidemias de novas estirpes de vírus pode subir até 50%, mas na maioria dos casos ocasionais é muito menor, apenas 5%.[carece de fontes?]

## Causas

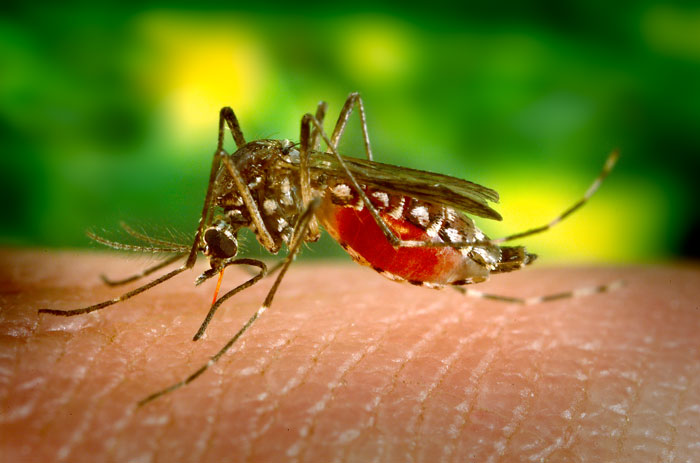
Aedes aegypti, Aedes albopictus e o Haemagogus janthinomys são os vetores intermediários do vírus da febre amarela.

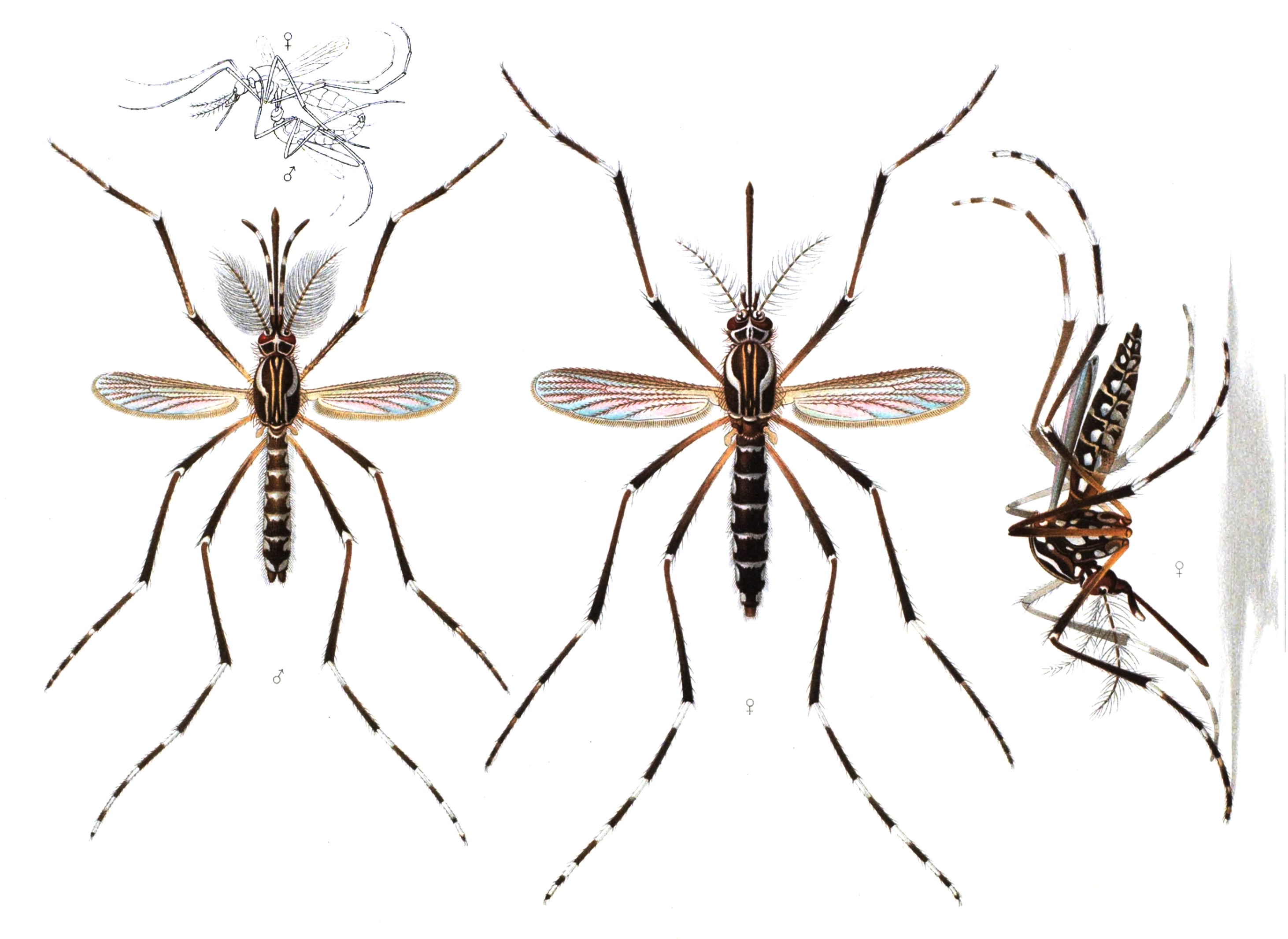
Macho (à esquerda) e fêmea (centro e direita) de A. aegypti

Nas cidades, o vetor da febre amarela é o Aedes aegypti, o mesmo que transmite a dengue, a febre Chicungunha e o Vírus Zika. Desde 1942 a febre amarela é considerada erradicada em áreas urbanas do Brasil, mas casos em áreas rurais foram confirmados desde então. No início do ano de 2017 ocorreu um novo surto de febre amarela no leste de Minas Gerais com diversas mortes. Para que o combate à doença seja efetivo é fundamental o controle deste mosquito e a vacinação das pessoas que vivem em áreas endêmicas.[carece de fontes?]
O vírus da febre amarela pertence à família dos flavivírus, e o seu genoma é de RNA simples de sentido positivo (pode ser usado diretamente como um RNA para a síntese proteica). Produz cerca de dez proteínas, sendo sete constituintes do seu capsídeo, e é envolvido por envelope bilipídico. Multiplica-se no citoplasma e os virions descendentes invaginam para o retículo endoplasmático da célula-hóspede, a partir do qual são depois exorcistados. Tem cerca de 50 nanômetros de diâmetro.[carece de fontes?]
Muitos danos são causados pelos complexos de anticorpos produzidos. O grande número de vírus pode produzir massas de anticorpos ligados a inúmeros vírus e uns aos outros que danificam o endotélio dos vasos, levando a hemorragias. Os vírus infectam principalmente os macrófagos, que são células de defesa do nosso corpo. O período de incubação é de três a sete dias após a picada.[carece de fontes?]

### Contaminação
Nas áreas urbanas, o Aedes aegypti é o principal vetor, transmitindo o vírus da febre amarela de 9 a 12 dias após ter picado uma pessoa infectada. Esse intervalo, chamado de período de incubação extrínseca, varia de acordo com a temperatura, sendo menor quanto maior for a temperatura. Embora não tenha participação comprovada na transmissão do vírus amarílico, o Aedes albopictus apresenta ampla valência ecológica, adaptando-se aos ambientes rurais, periurbanos e urbanos. Essa característica lhe confere destaque pela possibilidade de fazer a ponte entre os ciclos silvestre e urbano de transmissão. A fêmea do mosquito põe seus ovos em qualquer recipiente que contenha água limpa, como caixas d'água, cisternas, latas, pneus, cacos de vidro, vasos de plantas, etc. As bromélias, que acumulam água na parte central, chamada de aquário, são um dos principais criadouros nas áreas urbanas. Os ovos ficam aderidos e sobrevivem mesmo que o recipiente fique seco. A substituição da água, mesmo sendo feita com frequência, é ineficiente. Dos ovos surgem as larvas, que depois de algum tempo na água, vão formar novos mosquitos adultos.[carece de fontes?]
O Aedes aegypti e o Aedes albopictus transmitem também a dengue. Um inseticida altamente eficiente contra esses mosquitos é o DDT. No entanto seu uso é controlado já que pode causar câncer. Nas áreas Zona rurais e silvestres, os mosquitos vetores do vírus da febre amarela pertencem aos gêneros Haemagogus e Sabethes. A espécie que mais se destaca é o Haemagogus janthinomys, embora o Haemagogus leucocelaenus tenha ganhado importância na última década, assumindo a condição de vetor primário em alguns Estados.[carece de fontes?]

## Diagnóstico
O diagnóstico é feito através de reação em cadeia da polimerase (PCR), inoculação de soro sanguíneo em culturas celulares; ou pela sorologia. Os sintomas iniciais da febre amarela, dengue, malária e leptospirose são os mesmos. Portanto, é necessário a realização de exames laboratoriais para a diferenciação. A confirmação do diagnóstico de febre amarela não exclui a possibilidade de malária. Da mesma forma que a febre amarela, a dengue e a malária também podem se tornar graves quando o indivíduo aparenta melhora.[carece de fontes?]

## Prevenção

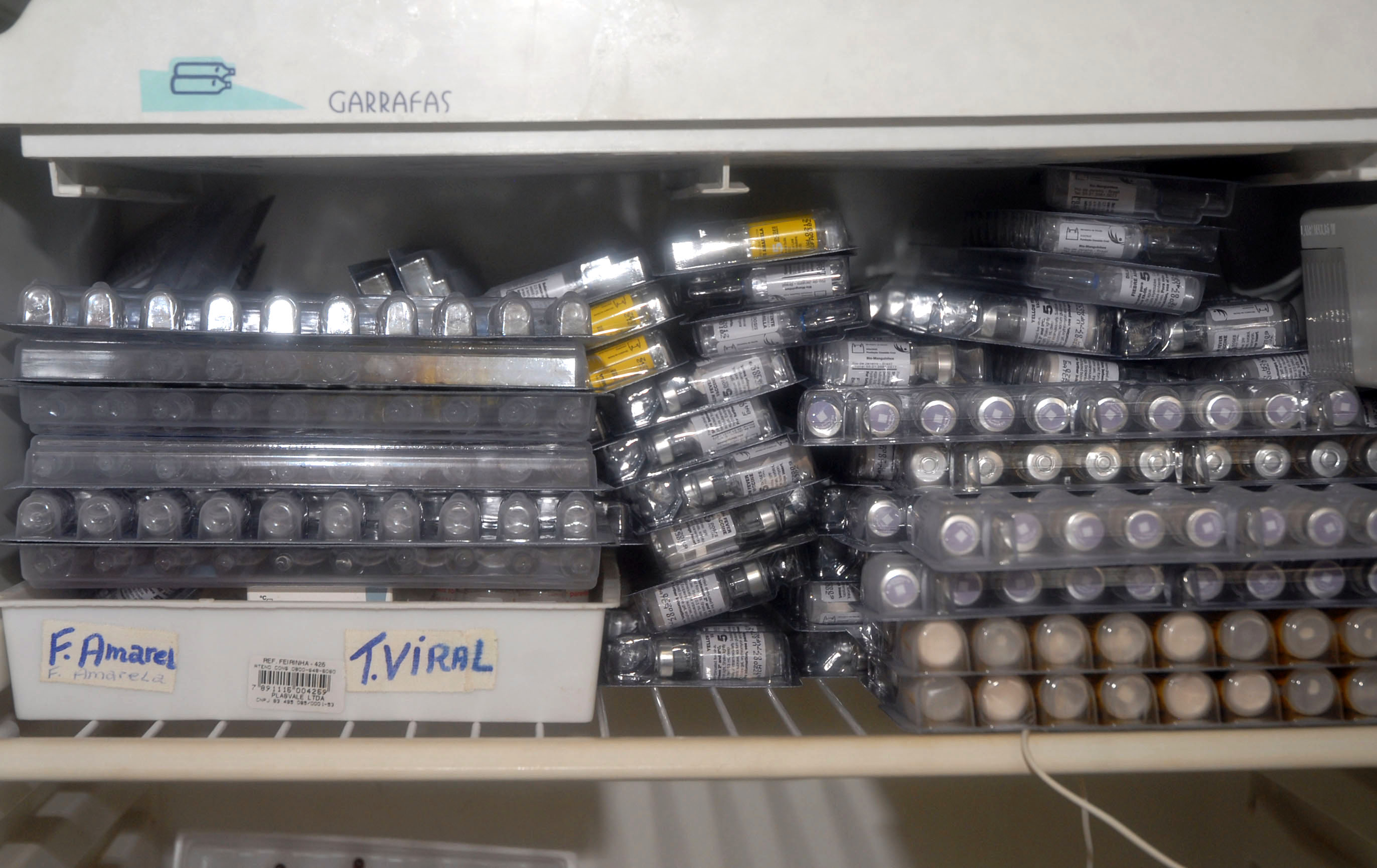
Reforço da vacina contra a Febre amarela é importante para quem viajar para áreas rurais e silvestres próximas à Amazônia e ao Pantanal.

A prevenção da febre amarela se dá através do combate aos mosquitos e de vacinação. Nas áreas de risco, a vacinação deve ser feita a partir dos seis meses de vida, enquanto nas outras áreas pode ser a partir dos nove meses. Viajantes que forem para Amazônia ou Pantanal devem tomar um reforço dez dias antes.

### Combate ao mosquito
Algumas medidas de combate ao mosquito são:[carece de fontes?]
- Utilizar água tratada com cloro (40 gotas de água sanitária a 2,5% para cada litro) para regar plantas;
- Desobstruir as calhas do telhado, para não haver acúmulo de água;
- Não deixar pneus ou recipientes que possam acumular água expostos à chuva;
- Manter sempre tapadas as caixas de água, cisternas, barris e filtros;
- Colocar os resíduos domiciliares em sacos plásticos fechados ou latões com tampa;
- Não deixar o bico das garrafas para cima.

### Vacinação

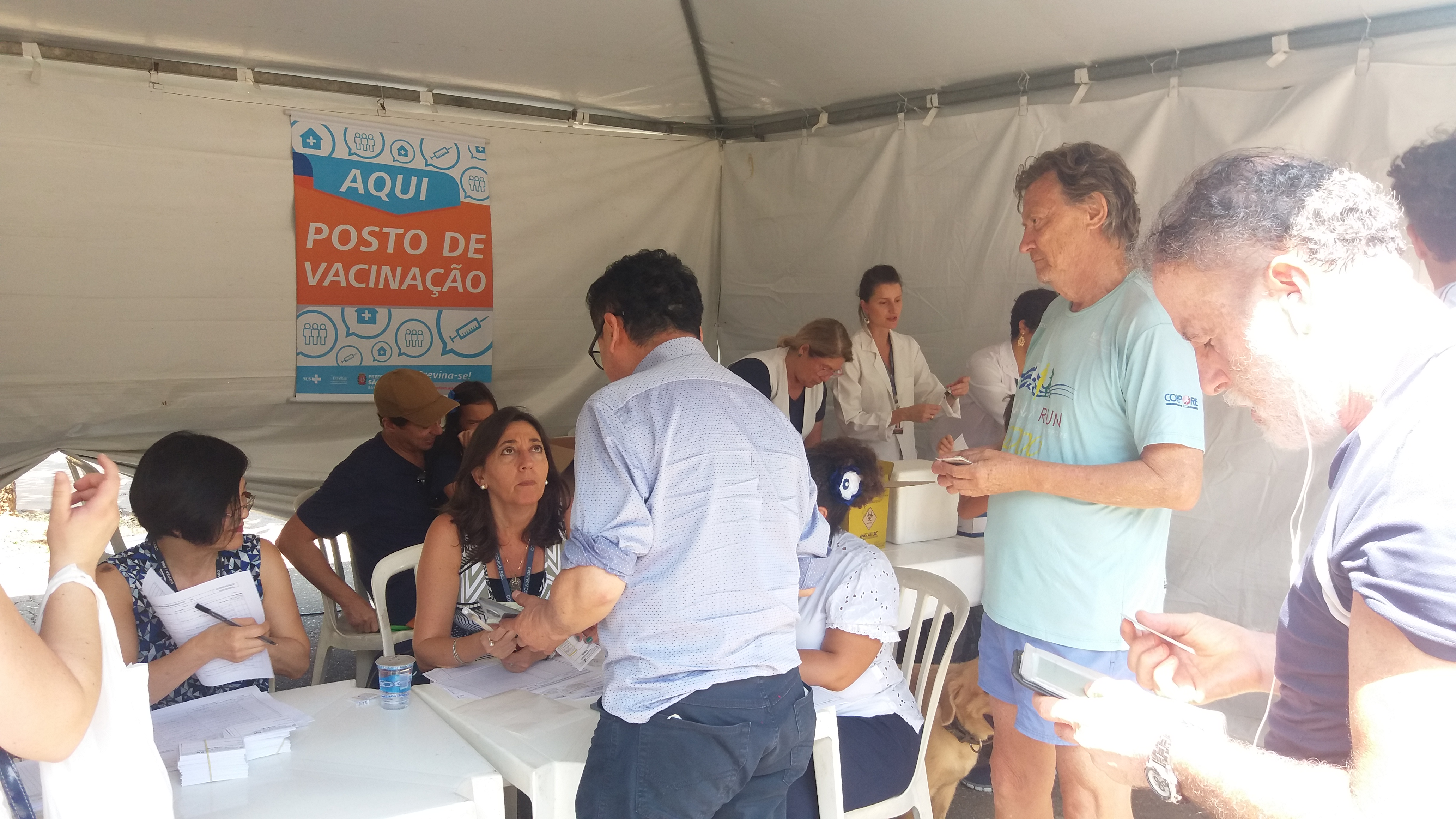
Posto temporário de vacinação contra a febre amarela, em São Paulo.

Pessoas que residem ou viajam para zonas endêmicas de febre amarela devem ser vacinadas. A vacina, com quase 100% de eficácia, tem validade por 10 (dez) anos e uma vacina de reforço é recomendada pelo Ministério da Saúde do Brasil após esse período. A OMS, entretanto, considera uma vacina como suficiente para gerar imunidade por toda a vida. Em 5 de abril de 2017, o Ministério da Saúde mudou a recomendação nacional para o número de doses de vacina contra a febre amarela, passando a recomendar dose única conforme OMS.
Segundo recomendação do Ministério da Saúde do Brasil, mulheres que estão a amamentar devem adiar a vacinação contra a febre amarela até a criança completar seis meses. No Brasil, a vacina contra a febre amarela faz parte do esquema básico da infância nos Estados onde a doença é endêmica. A vacina é composta de vírus atenuado e só faz efeito dez dias após sua aplicação.

## Tratamento
A febre amarela é tratada sintomaticamente, ou seja, são administrados líquidos e transfusões de sangue ou apenas plaquetas caso sejam necessárias. Analgésico é usado para a dor e antitérmico para a febre. A hemodiálise poderá ser necessária caso haja insuficiência renal. Antivirais não são eficientes.
Os anti-inflamatórios não esteroides (AINE), como o ácido acetilsalicílico (aspirina), são desaconselhados, porque aumentam o risco de hemorragias, já que têm atividade antiagregante plaquetar.

## Epidemiologia

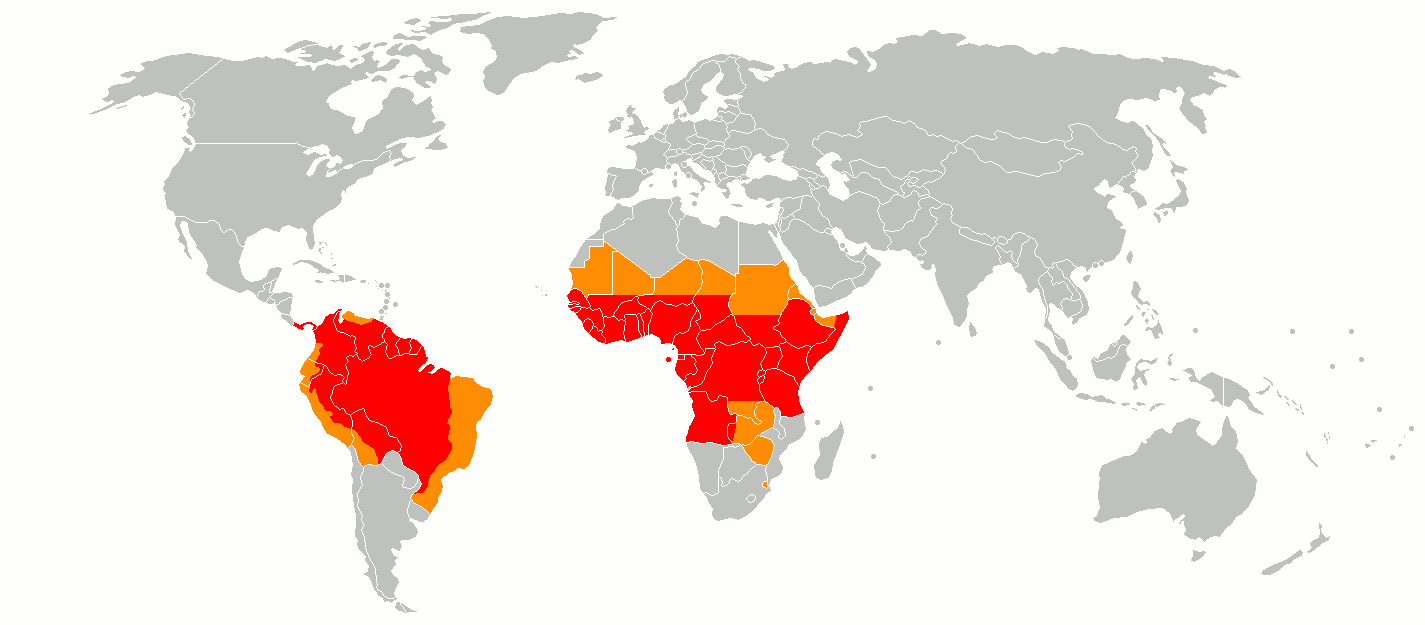
Área onde a febre amarela é endêmica
Área onde a febre amarela pode estar presente

Existe endemicamente em África, Caraíbas (Caribe) e América do Sul. A enfermidade não se transmite diretamente de uma pessoa para outra. Em área silvestre, a transmissão da febre amarela é feita por intermédio de mosquitos do gênero Haemagogus em geral. Por ser virótica, pode ser transmitida por outros tipos de insetos que se alimentam de sangue. A infecção pode ocorrer também através de mosquitos que picam macacos e em seguida humanos. Existe também transmissão transovariana no próprio mosquito.[carece de fontes?]
A infecção humana ocorre no indivíduo que entra em áreas de cerrado ou de florestas e é picado pelo mosquito contaminado. A propagação para áreas urbanas ocorre porque a pessoa contaminada é fonte de infecção para o mosquito desde imediatamente picada, portanto antes de surgirem os sintomas, até o quinto dia da infecção (reforçando, sem sintomas), esta retorna para a cidade serve como fonte de infecção para o Aëdes aegypti, que então pode iniciar o ciclo de transmissão da febre amarela em área urbana. Outro reservatório da infecção são os macacos.

### Brasil
As localidades infestadas pelo Aëdes aegypti, cerca de 3 600 municípios brasileiros, têm risco potencial da febre amarela. Em Boa Vista, no Estado de Roraima, e em Cuiabá, no Estado do Mato Grosso, existem focos endêmicos nas áreas urbanas. A maior quantidade de casos de transmissão da febre amarela no Brasil, ocorre em regiões de cerrado. Porém, em todas as regiões (zonas rurais, regiões de cerrado, florestas) existem áreas endêmicas de transmissão das infecções. Estas principalmente ocasionadas pelos mosquitos do gênero Haemagogus, e pela manutenção do ciclo dos vírus através da infecção de macacos e da transmissão transovariana no próprio mosquito. No Brasil, os casos vêm diminuindo desde 2003, contudo, em 2008, houve um aumento sensível de casos no início do ano. No fim de 2007 e início de 2008, O jornal Folha de S. Paulo publicou 118 matérias, informando sobre o aumento progressivo do número de casos de febre amarela de grandes proporções. Segundo o ministério da saúde brasileiro, entre 1990 e 2010 ocorreram cerca de trinta casos por ano (total: 587) com cerca de treze por ano terminando em morte (total:259).[carece de fontes?]
Recentemente vários casos da doença têm sido registrados na região leste do estado de Minas Gerais, onde as suspeitas de óbitos em seres humanos passam de 30 casos. A população local também relatou dezenas de casos de óbitos de macacos na região, o que confirma uma epidemia reconhecida pelo governo do estado de Minas Gerais.

## História

### Brasil
A primeira referência à febre amarela no Brasil data de 1685, com a ocorrência de surto em quatro urbes da Capitania de Pernambuco: Recife, Olinda, Ilha de Itamaracá e Goiana. O vírus da febre amarela e o Aedes aegypti vieram juntos de África, nos navios negreiros. Tempos depois a doença atingiu a população de Salvador, onde causou cerca de 900 mortes durante os seis anos em que ali esteve. A febre amarela foi reintroduzida em 1849 (primeira grande epidemia ocorrida na capital do Império, o Rio de Janeiro), quando um navio americano chegou a Salvador procedente de Nova Orleães e Havana, infectando os portos e se espalhando por todo o litoral do Brasil.[carece de fontes?] A doença deixou 4 160 mortes em 1850 no Rio de Janeiro.

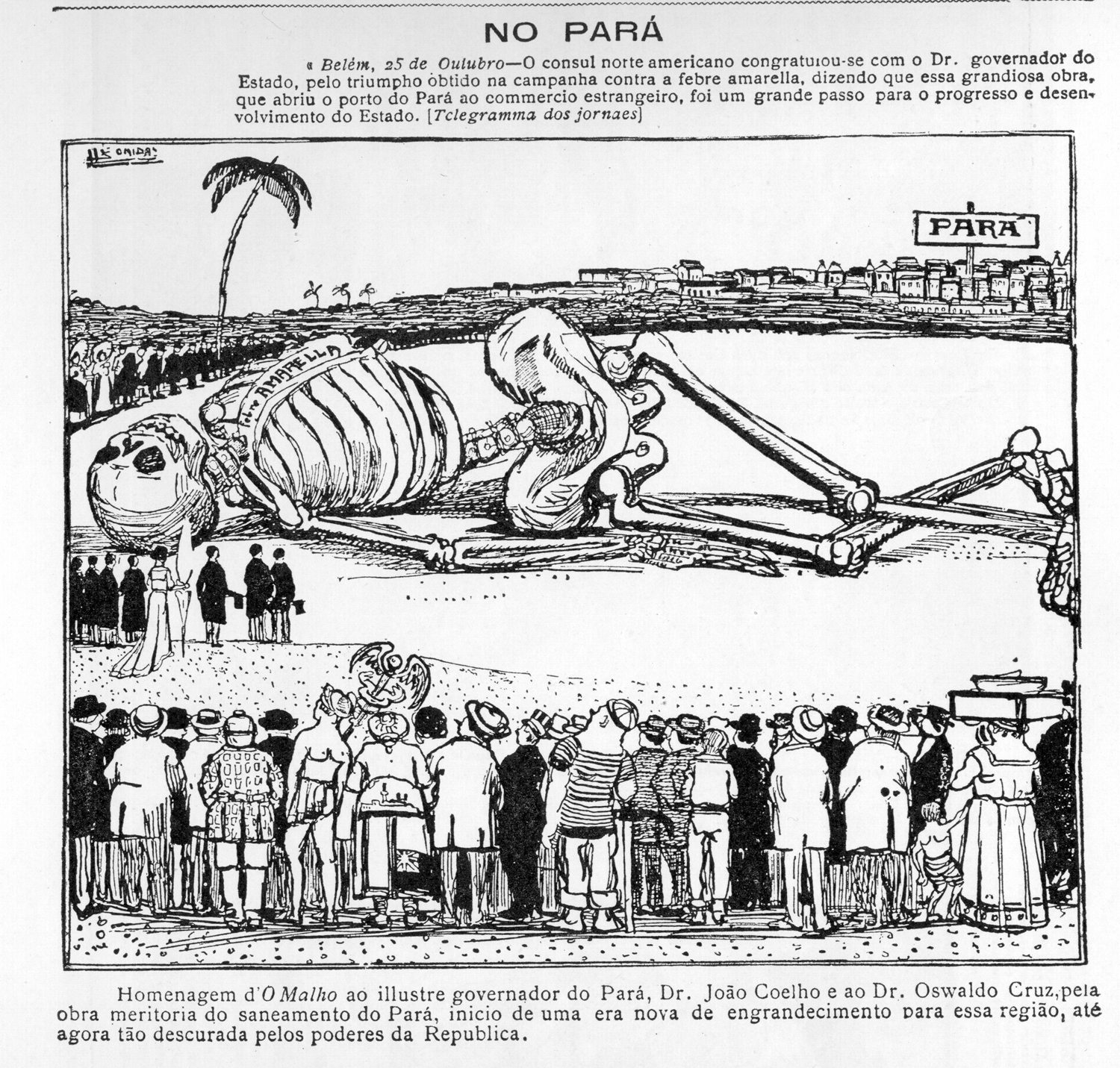
Charge sobre a campanha contra a febre amarela no Pará realizada por Oswaldo Cruz - "No Pará". Revista O Malho

Uma grande epidemia de febre amarela matou mais de 3% da população da cidade brasileira de Campinas no verão do ano de 1889. Adolfo Lutz, em suas reminiscências sobre a febre amarela, calculou em três quartos a população que deixou Campinas em direção a outras cidades, fugindo da febre amarela.
Em 1895, o navio italiano Lombardia foi acometido de febre amarela ao visitar a cidade do Rio de Janeiro, onde quase não existia esgoto e a infraestrutura sanitária era extremamente precária. O recolhimento dos resíduos, o abastecimento de água e o comércio de alimentos nas ruas eram feitos sem nenhuma condição de higiene. A população em geral vivia em cortiços: a entrada de um deles era decorada com cabeças de suíno, surgindo, daí, a expressão "cabeça de porco".[carece de fontes?]
O Brasil "turístico" era, então, considerado perigoso por conta das enfermidades infecciosas. As agências de viagem na Europa operavam direto para Buenos Aires, sem escala, privando o Brasil do transporte marítimo e da exportação do café. Uma intrincada rede de acontecimentos afetou o país, a partir desse cenário: a cafeicultura era prejudicada – a mão de obra era imigrante e vulnerável à febre amarela; não havia como pagar a dívida externa – sobretudo contraída com bancos ingleses.[carece de fontes?]

Outras datas:[carece de fontes?]

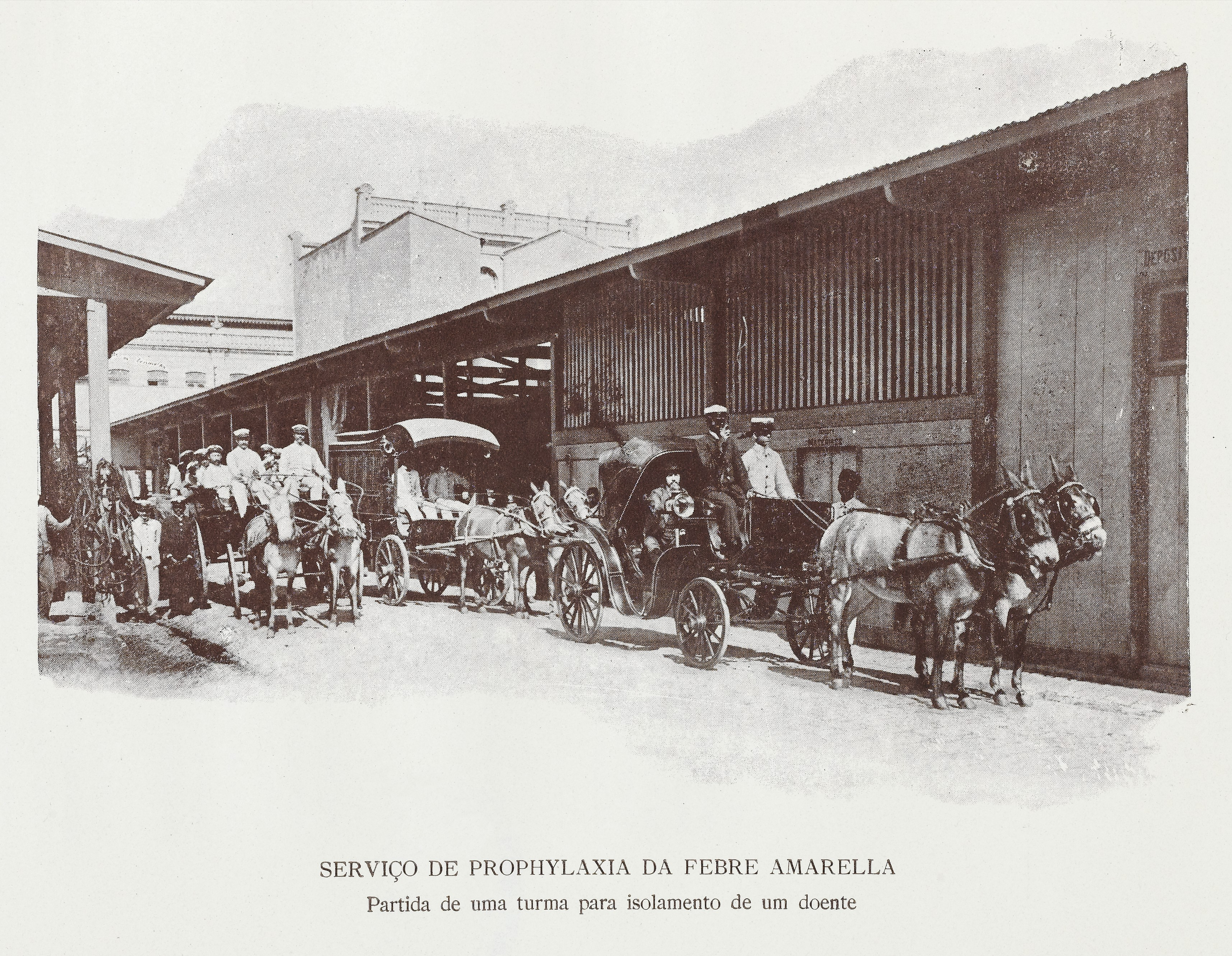
Serviço de profilaxia de febre amarela em 1909, no Rio de Janeiro.

- 1902 - Sorocaba (SP), foi realizado o 1.º Combate ao vetor da doença, sob a orientação de Emílio Ribas.

- 1903 - Oswaldo Cruz, iniciou a Campanha contra a febre amarela no Rio de Janeiro.
- 1928 - A doença reaparece no Rio de Janeiro, causando 436 mortes. Iniciada, a nível nacional, campanha contra a febre amarela, resultado do contrato assinado com a Fundação Rockefeller.
- 1940 - Foi criado, no Brasil, o "Serviço Nacional de Febre Amarela".
- 1957 - Após ampla campanha de combate ao Aedes aegypti, essa espécie foi declarada erradicada do Brasil, na XV Conferência Sanitária Pan-americana.
- 2017 e 2019, uma epidemia de febre amarela assolou diversas regiões do país. No Rio de Janeiro, por exemplo, após quase 80 anos sem registros da doença, 289 pessoas foram infectadas e outras 93 morreram
- Em Minas Gerais:
  - No período de 2016/2017, período onde foram registrados 475 casos confirmados de febre amarela silvestre no estado de Minas Gerais, 162 evoluíram para óbito, com uma letalidade de 34,1%.
  - para o período de 2017/2018, até junho de 2018, foram registrados 527 casos confirmados, dos quais 178 evoluíram para óbito, representando uma letalidade de 33,5%.
  - O Estado de Minas Gerais, em sua totalidade, é área com recomendação para vacinação contra febre amarela desde o ano de 2008. A vacina de febre amarela é indicada a partir dos nove meses de idade, de acordo com o Calendário Nacional de Vacinação. A meta é alcançar cobertura vacinal de pelo menos 95% da população elegível no estado.
  - Em Minas Gerais, no Hospital Eduardo de Menezes/FHEMIG, em Belo Horizonte, foram admitidos 376 casos suspeitos de febre amarela de 07/2017 até 04/2018 e acumula a maior coorte hospitalar nacional de pacientes internados com suspeita e com confirmação de FA.

### Exterior

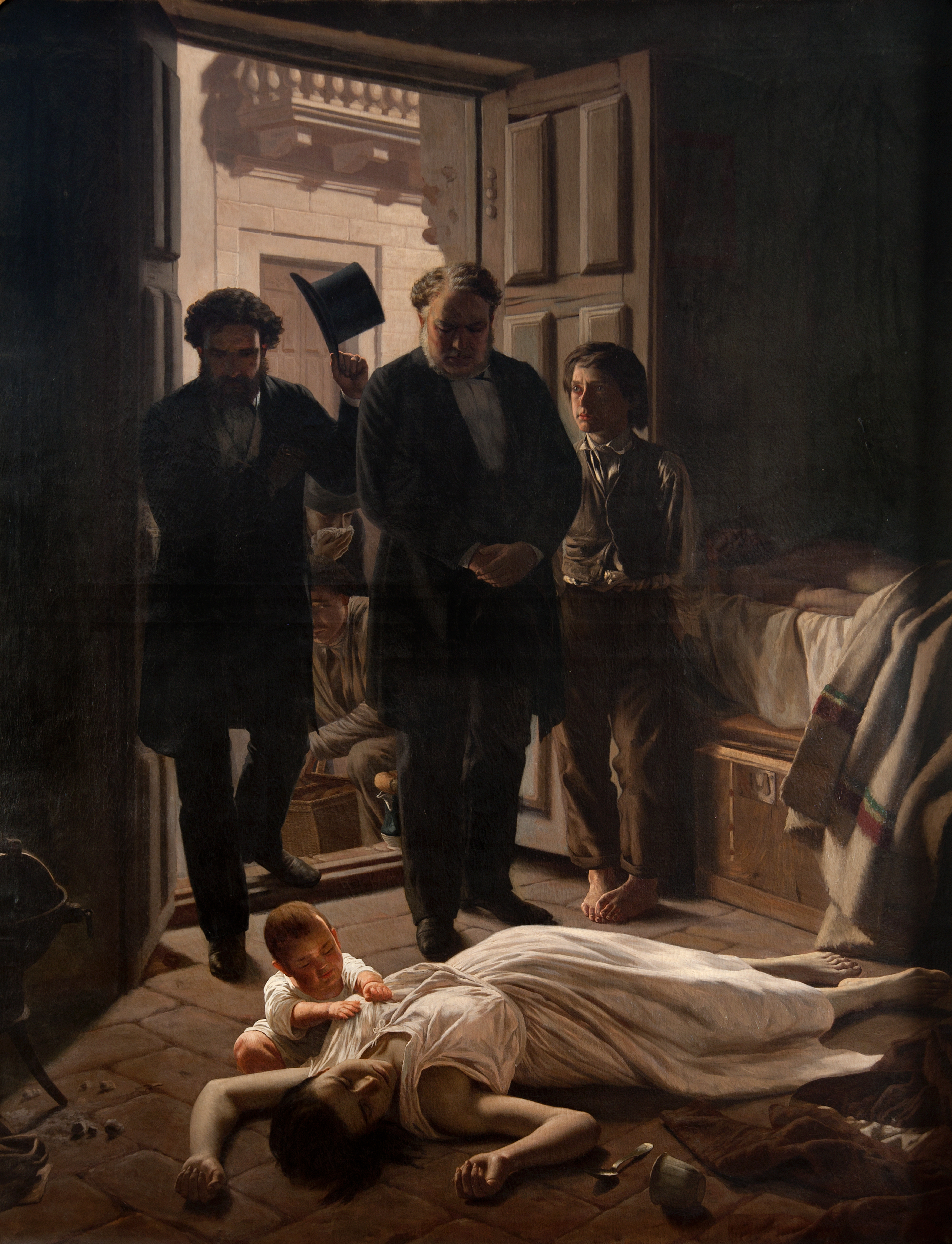
Febre Amarela em Buenos Aires, por Juan Manuel Blanes.

A febre amarela infectou os espanhóis quando se estabeleceram nas Caraíbas, como em Cuba e na ilha de Santo Domingo e noutras regiões da América, matando muitos. Colombo foi obrigado a mudar a sua capital na ilha de Santo Domingo porque o local inicial tinha grande número de mosquitos transmissores que infectaram com a doença e mataram uma proporção considerável dos colonos.[carece de fontes?]
Durante a revolução dos escravos na então colônia francesa de Santo Domingo, nos primeiros anos do século XIX, Napoleão Bonaparte enviou 40 mil tropas para assegurar a posse da colônia à França. As tropas, no entanto, foram dizimadas por uma epidemia de febre amarela e a revolução triunfou, fundando o Haiti. A perda de tantos soldados fez Napoleão desistir dos seus sonhos coloniais na América do Norte. A primeira tentativa de construção do Canal do Panamá, pelos franceses no século XIX, fracassaram devido às epidemias de febre amarela. A segunda tentativa, pelos Estados Unidos, só resultou graças às novas técnicas de erradicação de mosquitos e à vacina recentemente desenvolvida.[carece de fontes?]